# Кубок Бельгії з футболу 2010—2011
Кубок Бельгії з футболу 2010–2011 (нід. Beker van België) — 56-й розіграш кубкового футбольного турніру в Бельгії. Володарем кубку вшосте став Стандард.

## Календар
| Раунд           | Дата                        | Матчі | Клуби     |
| --------------- | --------------------------- | ----- | --------- |
| Перший раунд    | 23-27 липня 2010            | 112   | 294 → 182 |
| Другий раунд    | 31 липня - 1 серпня 2010    | 56    | 182 → 124 |
| Третій раунд    | 7-8 серпня 2010             | 46    | 126 → 80  |
| Четвертий раунд | 13-15 серпня 2010           | 32    | 80 → 48   |
| П'ятий раунд    | 21 серпня - 22 вересня 2010 | 16    | 48 → 32   |
| 1/16 фіналу     | 26-27 жовтня 2010           | 16    | 32 → 16   |
| 1/8 фіналу      | 9-10 листопада 2010         | 8     | 16 → 8    |
| 1/4 фіналу      | 26 січня/2 березня 2011     | 8     | 8 → 4     |
| 1/2 фіналу      | 16 березня/6 травня 2011    | 4     | 4 → 2     |
| Фінал           | 21 травня 2011              | 1     | 2 → 1     |

## 1/16 фіналу
| Команда 1                | Рахунок         | Команда 2            |
| ------------------------ | --------------- | -------------------- |
| 26 жовтня 2010           |                 |                      |
| Шарлеруа                 | 1:2             | Васланд-Беверен (2)  |
| Кортрейк                 | 2:1 дч          | Віртон (3)           |
| 27 жовтня 2010           |                 |                      |
| Гент                     | 4:1             | Тінен (2)            |
| Генк                     | 3:0             | Коксейде (3)         |
| Лілль (4)                | 0:4             | Серкль (Брюгге)      |
| Ла-Лув'єр Сентре (3)     | 2:2 дч пен. 1:4 | Андерлехт            |
| Мехелен                  | 7:0             | Расінг (Варегем) (3) |
| Ейпен                    | 2:1             | Тюрнхаут (2)         |
| Стандаард (Веттерен) (2) | 2:4 дч          | Локерен              |
| Турне (2)                | 2:1             | Сінт-Трейден         |
| Вайт Стар (Брюссель) (3) | 2:1             | Зюлте-Варегем        |
| Вестерло                 | 2:0             | Руселаре (2)         |
| Брюгге                   | 3:1             | Ломмель Юнайтед (2)  |
| Льєрс                    | 4:0             | Рупель Бум (2)       |
| Беєрсхот                 | 3:0             | Ендрахт (Алст) (3)   |
| Стандард                 | 2:1             | Антверпен (2)        |

## 1/8 фіналу
| Команда 1                | Рахунок | Команда 2           |
| ------------------------ | ------- | ------------------- |
| 9 листопада 2010         |         |                     |
| Стандард                 | 2:1     | Генк                |
| 10 листопада 2010        |         |                     |
| Гент                     | 3:1     | Ейпен               |
| Кортрейк                 | 1:2     | Мехелен             |
| Вайт Стар (Брюссель) (3) | 1:0     | Локерен             |
| Вестерло                 | 1:0     | Андерлехт           |
| Серкль (Брюгге)          | 3:1     | Васланд-Беверен (2) |
| Льєрс                    | 4:1     | Турне (2)           |
| Беєрсхот                 | 2:1     | Брюгге              |

## 1/4 фіналу
| Команда 1                | Заг.    | Команда 2 | 1-й матч | 2-й матч |
| ------------------------ | ------- | --------- | -------- | -------- |
| 26 січня/2 березня 2011  |         |           |          |          |
| Стандард                 | 6:1     | Мехелен   | 2:0      | 4:1      |
| Серкль (Брюгге)          | 3:1     | Беєрсхот  | 2:0      | 1:1      |
| Вайт Стар (Брюссель) (3) | 0:3     | Гент      | 0:2      | 0:1      |
| Вестерло                 | 4:4 (ч) | Льєрс     | 1:2      | 3:2      |

## 1/2 фіналу
| Команда 1                | Заг.    | Команда 2       | 1-й матч | 2-й матч |
| ------------------------ | ------- | --------------- | -------- | -------- |
| 16 березня/6 квітня 2011 |         |                 |          |          |
| Вестерло                 | 3:3 (ч) | Серкль (Брюгге) | 0:0      | 3:3      |
| Гент                     | 3:4     | Стандард        | 1:0      | 2:4      |

## Фінал
| 21 травня 2011 21:30 (UTC+2) |

| Стандард                    | 2:0      | Вестерло |
| --------------------------- | -------- | -------- |
| Мангала 34' Мравац 61' (аг) | Протокол |          |

| Стадіон імені короля Бодуена, Брюссель Глядачів: 39 000 Арбітр: Франк Де Блекере |